# J́
Cette page contient des caractères spéciaux ou non latins. S’ils s’affichent mal (▯, ?, etc.), consultez la page d’aide Unicode.
J́ (minuscule : j́), ou J accent aigu, était un graphème utilisé dans la romanisation du iakoute et de l’alphabet kharoshthi. Il est parfois utilisé en néerlandais dans la lettre ij accentuée (conjointement avec le í) pour indiquer l’accentuation de la syllabe. Il s'agit de la lettre J diacritée d'un accent aigu.

## Utilisation
Dans l’ISO 9, le J accent aigu ‹ j́ › translittère le yé barré ‹ Ј̵, ј̵ › utilisé en iakoute au XIXe siècle.
En néerlandais, le j accent aigu est utilisé pour indiquer l’accent tonique avec i accent aigu dans le digramme ij. Ce digramme ‹ íj́ › pouvait être utilisé pour les voyelles longues avec emphases ; depuis l’orthographe néerlandaise standardisée de 1996, ce digramme peut représenter les voyelles longues ou courtes avec emphases. Cependant, pour des raisons techniques, l’accent aigu du j est généralement omis : ‹ íj ›.

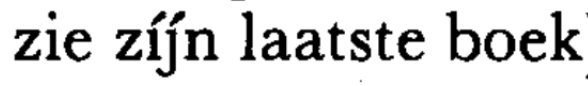
Le j accent aigu dans la revue De Tweede Ronde, 1982.
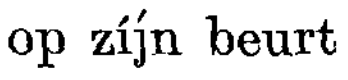
Le j accent aigu dans la revue Taal en Tongval en 1986.

## Représentations informatiques
Le J accent aigu peut être représenté avec les caractères Unicode suivants :
- décomposé (latin de base, diacritiques) :

| formes    | représentations | chaînes de caractères | points de code | descriptions                                      |
| --------- | --------------- | --------------------- | -------------- | ------------------------------------------------- |
| majuscule | J́               | J◌́                    | U+004A U+0301  | lettre majuscule latine j diacritique accent aigu |
| minuscule | j́               | j◌́                    | U+006A U+0301  | lettre minuscule latine j diacritique accent aigu |